# Вімблдонський турнір 1971
Вімблдонський турнір 1971 проходив з 21 червня по 3 липня 1971 року на кортах Всеанглійського клубу лаун-тенісу і крокету в передмісті Лондона Вімблдоні. Це був 85-ий Вімблдонський чемпіонат, а також другий турнір Великого шолома з початку року.

## Огляд подій та досягнень
У чоловічому одиночному розряді переміг Джон Ньюкомб, для якого це був 4-ий титул Великого шолома (2-ий у Відкриту еру) й третій (останній) Вімблдон.
У жінок перемогла Івонн Гулагонг, для якої це був другий мейджор, але перший вімблдонський тріумф.

## Результати фінальних матчів

### Дорослі
| Одиночний розряд. Джентльмени Детальніше |                              |                         |
| Джон Ньюкомб                             | Стен Сміт                    | 6–3, 5–7, 2–6, 6–4, 6–4 |
|                                          |                              |                         |
| Одиночний розряд. Леді Детальніше        |                              |                         |
| Івонн Гулагонг                           | Маргарет Корт                | 6–4, 6–1                |
|                                          |                              |                         |
| Парний розряд. Джентльмени Детальніше    |                              |                         |
| Рой Емерсон Род Лейвер                   | Артур Еш Денніс Релстон      | 4–6, 9–7, 6–8, 6–4, 6–4 |
|                                          |                              |                         |
| Парний розряд. Леді Детальніше           |                              |                         |
| Розі Казалс Біллі Джин Кінг              | Маргарет Корт Івонн Гулагонг | 6–3, 6–2                |
|                                          |                              |                         |
| Мікст Детальніше                         |                              |                         |
| Овен Девідсон Біллі Джин Кінг            | Марті Ріссен Маргарет Корт   | 3–6, 6–2, 15–13         |
|                                          |                              |                         |

### Юніори
| Одиночний розряд. Хлопці  |                |               |
| Боб Крейсс                | Стівен Ворбойз | 2–6, 6–4, 6–3 |
|                           |                |               |
| Одиночний розряд. Дівчата |                |               |
| Марина Крошина            | Сью Мінфорд    | 6–4, 6–4      |

## Виноски
1. ↑  Gentlemen's Singles Finals 1877-2017. wimbledon.com. Wimbledon Championships. Архів оригіналу за 15 лютого 2018. Процитовано 22 липня 2017.
2. ↑  Ladies' Singles Finals 1884-2017. wimbledon.com. Wimbledon Championships. Архів оригіналу за 15 липня 2018. Процитовано 22 липня 2017.
3. ↑  Gentlemen's Doubles Finals 1884-2017. wimbledon.com. Wimbledon Championships. Архів оригіналу за 14 жовтня 2017. Процитовано 22 липня 2017.
4. ↑  Ladies' Doubles Finals 1913-2017. wimbledon.com. Wimbledon Championships. Архів оригіналу за 15 липня 2018. Процитовано 22 липня 2017.
5. ↑  Mixed Doubles Finals 1913-2017. wimbledon.com. Wimbledon Championships. Архів оригіналу за 10 вересня 2017. Процитовано 22 липня 2017.
6. ↑  Boys' Singles Finals 1947-2017. wimbledon.com. Wimbledon Championships. Архів оригіналу за 13 серпня 2017. Процитовано 13 серпня 2017.
7. ↑  Girls' Singles Finals 1947-2017. wimbledon.com. Wimbledon Championships. Архів оригіналу за 14 червня 2018. Процитовано 13 серпня 2017.